# Raymond Westphalen
Raymond Westphalen (9 juli 1983) is een Belgisch basketbalcoach.

## Carrière
Westphalen speelde in de jeugd van BasKet Tongeren en maakte in 2004 de overstap naar BT Hasselt tot in 2006. Hij speelde daarna nog voor KBBC Zolder, CUVA Houthalen, BBC Geel, Nieuwerkerken BC en Basket Landen. Hij was van 2011 tot 2015 jeugdcoach bij BasKet Tongeren en daarna van 2015 tot 2017 jeugdcoach bij BT Hasselt. Westphalen was van 2017 tot 2018 coach van BT Hasselt. In 2018 ging hij aan de slag als assistent-coach bij Limburg United, hij werd tevens coach van de tweede ploeg Cuva Houthalen. Hij verving bij deze laatste Jeroen Bijnens die een andere functie aangeboden kreeg. 
Na drie speeldagen in het seizoen 2021/22 verving hij Sacha Massot als hoofdcoach bij Limburg. In zijn eerste seizoen als hoofdcoach won hij meteen de eerste beker met Limburg. In juni 2023 werd hij assistent-coach van de nationale ploeg samen met Kristof Michiels onder Dario Gjergja.

## Erelijst
- Belgisch bekerwinnaar: 2022